# パット・サバティーニ
パット・サバティーニ（Pat Sabatini、1990年11月9日 - ）は、アメリカ合衆国の男性総合格闘家。ペンシルベニア州ブリストル出身。MPRエンデュランスMMA所属。元CFFCフェザー級王者。

## 来歴
学校でいじめを受けたのを機に空手を始め、その後はブラジリアン柔術、レスリング、総合格闘技、コンバットサンボを経験した。

### CFFC
2014年、CFFCでプロ総合格闘技デビュー。
2017年9月16日、CFFC 67のCFFCフェザー級王座決定戦でジョン・デ・ジェズスと対戦し、開始50秒にヒールフックで一本勝ち。王座獲得に成功した。
2017年12月16日、CFFC 69のCFFCフェザー級タイトルマッチで挑戦者フランシスコ・イサタと対戦し、リアネイキドチョークで2R一本勝ち。王座の初防衛に成功した。
2018年12月14日、CFFC 71のCFFCフェザー級タイトルマッチで挑戦者ダモン・ブラックシアーと対戦し、3-0の4R判定勝ち。2度目の王座防衛に成功した。
2019年5月17日、CFFC 74のCFFCフェザー級タイトルマッチで挑戦者ファブリシオ・オリベイラと対戦し、リアネイキドチョークで2R一本勝ち。3度目の王座防衛に成功した。
2020年2月1日、CFFC 81のCFFCフェザー級タイトルマッチで挑戦者ジェームス・ゴンザレスと対戦し、開始46秒に右腕の骨折でTKO負け。王座から陥落した。
2020年12月18日、CFFC 91のCFFCフェザー級王座決定戦でジェシー・スターンと対戦し、腕ひしぎ十字固め2Rで一本勝ち。王座再獲得に成功した。

### UFC
2021年4月24日、UFC初参戦となったUFC 261でトリスタン・コネリーと対戦し、3-0の判定勝ち。
2021年8月28日、UFC on ESPN: Barboza vs. Chikadzeでジャマル・エマースと対戦し、ヒールフックで1R一本勝ち。パフォーマンス・オブ・ザ・ナイトを受賞した。

## 戦績
| 総合格闘技 戦績 | 総合格闘技 戦績 | 総合格闘技 戦績 | 総合格闘技 戦績 | 総合格闘技 戦績 | 総合格闘技 戦績 | 総合格闘技 戦績 |
| --------------- | --------------- | --------------- | --------------- | --------------- | --------------- | --------------- |
| 25 試合         | (T)KO           | 一本            | 判定            | その他          | 引き分け        | 無効試合        |
| 20 勝           | 2               | 12              | 6               | 0               | 0               | 0               |
| 5 敗            | 3               | 0               | 2               | 0               | 0               | 0               |

| 勝敗 | 対戦相手                   | 試合結果                            | 大会名                                   | 開催年月日     |
| ○    | ジョアンダーソン・ブリート | 5分3R終了 判定3-0                   | UFC on ESPN 65: Emmett vs. Murphy        | 2025年4月5日   |
| ○    | ジョナサン・ピアース       | 1R 4:06 リアネイキドチョーク        | UFC Fight Night: Royval vs. Taira        | 2024年10月12日 |
| ×    | ディエゴ・ロペス           | 1R 1:30 KO（右ストレート→パウンド） | UFC 295: Procházka vs. Pereira           | 2023年11月11日 |
| ○    | ルーカス・アルメイダ       | 2R 1:48 肩固め                      | UFC on ESPN 47: Vettori vs. Cannonier    | 2023年6月17日  |
| ×    | デイモン・ジャクソン       | 1R 1:09 TKO（パウンド）             | UFC Fight Night: Sandhagen vs. Song      | 2022年9月17日  |
| ○    | TJ・ララミー               | 5分3R終了 判定3-0                   | UFC on ESPN 34: Luque vs. Muhammad 2     | 2022年4月16日  |
| ○    | タッカー・ラッツ           | 5分3R終了 判定3-0                   | UFC Fight Night: Vieira vs. Tate         | 2021年11月20日 |
| ○    | ジャマル・エマース         | 1R 1:53 ヒールフック                | UFC on ESPN 30: Barboza vs. Chikadze     | 2021年8月28日  |
| ○    | トリスタン・コネリー       | 5分3R終了 判定3-0                   | UFC 261: Usman vs. Masvidal 2            | 2021年4月24日  |
| ○    | ジェシー・スターン         | 2R 2:23 腕ひしぎ十字固め            | CFFC 91 【CFFCフェザー級王座決定戦】     | 2020年12月18日 |
| ○    | ジョーダン・ティトニ       | 1R 2:26 KO（スタンドパンチ連打）    | CFFC 84                                  | 2020年9月17日  |
| ×    | ジェームス・ゴンザレス     | 1R 0:46 TKO（右腕の骨折）           | CFFC 81 【CFFCフェザー級タイトルマッチ】 | 2020年2月1日   |
| ○    | ファブリシオ・オリベイラ   | 2R 1:45 腕ひしぎ十字固め            | CFFC 74 【CFFCフェザー級タイトルマッチ】 | 2019年5月17日  |
| ○    | ダモン・ブラックシアー     | 5分4R終了 判定3-0                   | CFFC 71 【CFFCフェザー級タイトルマッチ】 | 2018年12月14日 |
| ○    | ボイマ・カルモ             | 2R 2:16 TKO（パンチ連打）           | CES 52: Norwood vs. Wells                | 2018年8月17日  |
| ×    | ホセ・マリスカル           | 5分3R終了 判定1-2                   | Victory FC 60                            | 2018年4月14日  |
| ○    | フランシスコ・イサタ       | 2R 2:47 リアネイキドチョーク        | CFFC 69 【CFFCフェザー級タイトルマッチ】 | 2017年12月16日 |
| ○    | ジョン・デ・ジェズス       | 1R 0:50 リアネイキドチョーク        | CFFC 67 【CFFCフェザー級王座決定戦】     | 2017年9月16日  |
| ○    | マイケル・ローレンス       | 2R 2:49 リアネイキドチョーク        | Ring of Combat 58                        | 2017年2月24日  |
| ○    | レナルド・ウィークリー     | 1R 1:17 ヒールフック                | Dead Serious 22                          | 2016年11月5日  |
| ○    | ウィリアム・カルフーン3世  | 5分3R終了 判定3-0                   | Dead Serious 18                          | 2016年2月6日   |
| ○    | トニー・グレーブリー       | 1R 2:47 リアネイキドチョーク        | CFFC 52                                  | 2015年10月31日 |
| ×    | ロバート・ワトリー         | 5分3R終了 判定0-3                   | CFFC 45                                  | 2015年2月7日   |
| ○    | シェルビー・グラハム       | 1R 1:04 リアネイキドチョーク        | CFFC 42                                  | 2014年10月25日 |
| ○    | ジェイコブ・ボン           | 1R 2:22 リアネイキドチョーク        | CFFC 35                                  | 2014年4月26日  |

## 獲得タイトル
- 第8代CFFCフェザー級王座（2017年）
- 第10代CFFCフェザー級王座（2020年）

## 表彰
- UFC パフォーマンス・オブ・ザ・ナイト（1回）